# Gypsy Joker Motorcycle Club
 Gypsy Joker Motorcycle Club (GJMC) — международный мотоклуб, который был основан 1 апреля 1956 года в городе Сан-Франциско, штат Калифорния. Является представителем так называемых outlaw или 1%-ных мотоклубов. Этот мотоклуб широко известен в США, Австралии, Германии и Норвегии.
Клубу было уделено значительное внимание в книге Хантера Томпсона «Ангелы Ада». Одно время они были вторым по величине мотоклубом «вне закона» в Калифорнии до момента, пока не были вытеснены «Ангелами Ада» из области залива Сан-Франциско. В 1966 году клуб переехал в штат Вашингтон, а в 1967 году переместился в Орегон, создав временную резиденцию в городе Линкольн Сити, штат Орегон.  С тех пор клуб создал свои филиалы (так называемые «чаптеры») в Австралии, Германии, Норвегии и Южной Африке. Клуб имеет около 35 чаптеров по всему миру. В 2009 году клубом была проведена акция протеста в ответ на предложенные в Австралии так называемые «анти-байкерские» (англ. anti-bikie) законы. Акция получила поддержку многих байкеров «вне закона», включая и вражеские клубы.

## Преступная деятельность Gypsy Joker MC

### Австралия
В ноябре 1969 года бывшими членами мотоклуба St Mary's, фанатами марки Harley Davidson, был создан чаптер Gypsy Joker Motorcycle Club Australia. Филип Моусон по кличке «Гадкий» (англ. Ugly) вернулся с войны во Вьетнаме, где он познакомился с членом клуба Gypsy Joker и решил изменить название и правила мотоклуба St Mary's под 1%-ый стиль Gypsy Joker.
После объединения с южно-австралийскими мотоклубом Mandamas MC, группировка стала проявлять бо́льшую активность в Австралии, особенно в южных и западных районах этой страны. Клуб получил известность в Австралии за участие его членов в убийстве отставного старшего детектива Дона Хэнкока из Западной Австралии в 2001 году. Он погиб в результате взрыва машины. Ранее в отеле, владельцем которого был Хэнкок, у него произошел конфликт с членами мотоклуба. Байкеры оскорбляли его дочь, работавшую в тот день за стойкой в баре. Отель был расположен в Ора Банда, в 60 км к северу от Калгурли. После обустройства кемпинга, член мотоклуба Билл Грирсон был убит неизвестным снайпером. Подозрения в убийстве Грирсона у участников клуба сразу пали на Хэнкока.
Члены клуба Gypsy Joker заявляли, что 12 января 2001 года в городе Аделаида, Южная Австралия, полицейские жестоко избили члена их клуба за игнорирование требований снять свой мотоциклетный шлем и солнцезащитные очки.
В феврале 2008 года полиция заставила Gypsy Jokers демонтировать укрепления своего клубного дома (англ. clubhouse) в городе Перт, Западная Австралия: фасадную стену из бетона, камеры наблюдения и измененные двери. Мотоклуб заявил, что безопасность была необходима из-за высокого уровня краж со взломом в их районе.
5 марта 2009 года два члена Gypsy Joker были заключены под стражу по обвинению в нападении. 12 мая 2007 года Дин Алан Адамс и Питер Флойд Робинсон напали на Петеру Хета Хаймона возле Cactus Club в пригороде Госсел, Западная Австралия, и избили его металлическими трубами.
17 августа 2007 года член Gypsy Joker был обвинен в незаконной перевозке крупной суммы денег и хранении оружия. В салоне его автомобиля полиция обнаружила пистолет, телескопическую дубинку, перцовый балончик и патроны.
17 марта 2009 года член Gypsy Joker был обвинен в покушении на убийство. Он ранил из огнестрельного оружия члена банды Newboys и бывшего участника мотоклуба «Ангелы Ада» возле их клабхауса в городе Аделаида, Южная Австралия.
19 мая 2009 года в городе Перт, Западная Австралия, пять членов Gypsy Joker участвовали в перестрелке, связанной с наркотиками. Двое членов клуба получили ранения и были доставлены в больницу. Одним из пострадавших был президент клуба Леонард Марк Кирби.
14 апреля 2012 года член клуба Gypsy Joker Энтони Пэриш, его брат Эндрю (член Rebels Motorcycle Club) и Мэтью Лотон были приговорены к 18, 9 и 15 годам лишения свободы соответственно за убийство признанного виновным в торговле наркотиками Терри Фолкнера. Они также были обвинены в заговоре с целью совершения убийства и преступлениях, связанных с огнестрельным оружием и наркотиками.

### США
В 2004 году в клабхаусе Gypsy Joker в городе Портленд, штат Орегон прошел полицейский рейд. Полиция разыскивала двух мужчин за совершение вооруженного ограбления. Одним из участников этого ограбления был мужчина по кличке «Кирпич» (англ. Brick). Позже «Кирпич» был найден мертвым из-за конфликта с вражеской бандой и не мог участвовать в данном преступлении. В ходе рейда грабители не были найдены, однако мотоклуб выставил полицейскому бюро Портленда иск в размере $50,000 за причиненный во время операции ущерб.
10 апреля 2008 года полиция совершила рейд на клабхаус Gypsy Joker в городе Кенневик, штат Вашингтон, и арестовала четырех мужчин за хранение метамфетамина. Из помещения клабхауса также было изъято оружие и украденные вещи.
13 августа 2009 года в городе Нампа, штат Айдахо, при содействии ФБР, полиция задержала приблизительно 60-70 участников Gypsy Joker на автомагистрали 84 у съезда 38. Задержанные участники были обысканы и допрошены, а также сфотографированы для будущего использования правоохранительными органами в делах, связанных с деятельностью банд.
По состоянию на июль 2016 года три человека из штата Орегон должны предстать перед судом по двум пунктам в совершении убийства, по одному пункту каждый за участие в преступном сговоре с целью совершения убийства и по двум пунктам каждый за участие в преступном сговоре с целью похищения. Эти обвинения связаны с убийством Роберта Хаггинса, занимавшего высокое положение в иерархии мотоклуба. Еще несколько участников клуба обвиняются в препятствии правосудию. Расследование стало основанием для проведения полицейского рейда на клабхаус Gypsy Joker в Северном Портленде в том же году. Тело Хаггинса было найдено изуродованным в июле 2015 года. Его убийцы пробили гвоздями его сапоги, вырезали на его теле букву «X» и выбили ему зубы.
31 января 2019 года шесть членов орегонского чаптера Gypsy Joker были обвинены в совершении нескольких преступлений. Пятерым из них были предъявлены обвинения в убийстве, похищении с целью выкупа и в сговоре с целью совершения похищения. Их обвиняют в похищении и убийстве Роберта Хаггинса в период с 30 июня по 2 июля 2015 года. Хаггинс состоял в клубе Gypsy Joker и проживал в юго-восточном Портленде. Мотивом убийц, по версии следствия, было желание удержать и повысить свои позиции в иерархии криминального мотоклуба.